# ایرن ایجیز
ایرن ایجیز (انگلیسی: Irene Eijs؛ زادهٔ ۱۶ دسامبر ۱۹۶۶) ورزشکار روئینگ اهل پادشاهی هلند است.
وی در مسابقات کشوری و بین‌المللی در مجموع برندهٔ ۱ مدال برنز شده‌است.